# Saint-Perdoux, Lot
Saint-Perdoux là một xã thuộc tỉnh Lot tây nam Pháp. Xã có diện tích 12,53 km², dân số theo điều tra năm 1999 là 204 người. Khu vực này có độ cao trung bình 299 mét trên mực nước biển.